# Adolf Knoll (Fußballspieler, 1938)
Adolf Knoll (* 17. März 1938; † 21. September 2018 in Feldkirch) war ein österreichischer Fußballspieler.

## Leben
Adolf Knoll spielte insbesondere zu Beginn seiner Karriere als Stürmer, kam aber später zunehmend im Mittelfeld zum Einsatz. Seine ersten Einsätze in der höchsten österreichischen Liga bestritt er in der Saison 1956/57 für den Wiener Sport-Club. Gemeinsam mit Walter Horak, Erich Hof, Josef Hamerl und Karl Skerlan stellte er bald als Verbinder den berühmten Angriff der Dornbacher dar, die in den folgenden beiden Jahren die Meisterschaft gewannen und dabei über zwei Spielzeiten hinweg insgesamt 41 Spiele in Folge ohne Niederlage blieben. Aber auch im Europapokal der Landesmeister feierte Knoll mit dem Sport-Club große Erfolge: Zwei Mal erreichte er das Viertelfinale, wobei insbesondere das 7:0 über Italiens Meister Juventus Turin berühmt wurde.
Sein Debüt in der Nationalmannschaft gab Adolf Knoll am 13. Oktober 1957 beim 2:2 gegen die Tschechoslowakei. Insgesamt standen in seiner Karriere bis 1966 21 Teamberufungen und die Teilnahme an der Europameisterschaft 1960 zu Buche. Nach elf Spielzeiten in der höchsten österreichischen Liga beim Sport-Club ging Knoll zunächst zur Wiener Austria, wo er 1968/69 noch einmal Meister wurde, und nahm anschließend ein Angebot vom WSV Donawitz aus der zweitklassigen Regionalliga an. Mit dem „Hochofenballett“ stieg er 1971 in die Nationalliga auf und spielte dort noch drei weitere Saisonen.
Seine Urne wurde am Friedhof in Tosters beigesetzt.

## Stationen
- Wiener Sport-Club (1956–1967)
- FK Austria Wien (1967–1969)
- WSV Donawitz (1969–1975)[3]
- Waagner Biro Wien (1975)

## Erfolge
- 2 × Viertelfinale Europapokal der Landesmeister: 1959, 1960
- 3 × Österreichischer Meister: 1958, 1959, 1969
- 1 × Österreichischer Vizemeister: 1960
- 1 × Österreichischer Zweitliga-Meister: 1971 (Regionalliga Mitte)
- Teilnahme an der Europameisterschaft 1960: Viertelfinale
- 21 Länderspiele und 2 Tore für die österreichische Fußballnationalmannschaft von 1957 bis 1966